# Список літаків Імперського флоту Японії
Список літаків  Імперського флоту Японії містить перелік усіх літальних апаратів, які використовувались або розглядались до використання Імперським флотом Японії до 1945 року, коли Японська імперія перестала існувати.

## Система позначень
Імперський флот Японії мав 3 системи позначень типів літаків — номер «Сі», «довгу» та «коротку» системи. Пізніше до них додались власні назви та заводські позначення.

### Довге позначення
З 1921 року для позначення типів літаків флот використовував «довгу» систему позначень, яка включала опис літака та номер типу. З 1921 по 1928 роки використовувалась «ера» правління імператора, тобто з 1921 по 1926 роки використовувались цифри 10-15, з 1927 по 1928 — 2 та 3. Але з 1929 року використовувались дві останні цифри японського літочислення. На відміну від армії літаки 2600 року (1940 за григоріанським календарем) отримали позначення «Тип 0» (а не «Тип 100»).
Для позначення модифікацій одного типу літака в довгій назві використовували номер моделі — спочатку одну цифру («Модель 1»), деколи через дефіс — номер модифікації («Модель 1-1»). З кінця 1930-х років її замінили на двозначну. Перша цифра позначала номер модифікації, друга — встановлення нового двигуна. Наприклад, «Модель 11» позначала перший серійний варіант, «Модель 21» — другий серійний варіант з тим же двигуном, «Модель 22» — другий серійний варіант з новим двигуном.
Додатково певні зміни в рамках однієї модифікації позначались ієрогліфами «Ko», «Otsu», «Hei», або букву латинського алфавіту. Наприклад, «Mitsubishi A6M5C» або «Палубний винищувач Тип 0 Модель 52-Хеі» ще позначався «Модель 52C».
Аналогічні довгі позначення використовувались для літаків іноземної розробки, в яких номер типу замінювався на скорочену назву фірми. Наприклад, «A7Hel» фірми Heinkel мав ще позначення «Морський винищувач ППО Тип He».

### Позначення за номером замовлення
Починаючи з 1932 року (7-го року правління імператора Хірохіто), всі експериментальні літаки, що створювались на замовлення флоту, отримували позначення «Сі», до якого додавався опис літака.
(палубний винищувач, розвідувальний гідролітак тощо). Наприклад, літак Kawanishi E7K мав назву «Експериментальний розвідувальний гідролітак 7-Сі». Така система використовувалась до кінця війни.

### Коротке позначення
З кінця 1930-х років флот ввів «Коротку» систему позначень, яка складалась з буквенно-цифрової комбінації.
Перша буква означала призначення літака
- A — палубний винищувач
- B — палубний бомбардувальник-торпедоносець
- C — палубний розвідник
- D — палубний пікіруючий бомбардувальник
- E — розвідувальний гідролітак
- F — патрульний гідролітак
- G — бомбардувальник наземного базування
- H — літаючий човен
- J — винищувач наземного базування
- K — навчальний літак
- L — транспортний літак
- M — спеціальний літак
- MX — літак для спеціальних завдань
- N — поплавковий винищувач
- P — бомбардувальник
- Q — патрульний літак
- R — розвідник наземного базування
- S — нічний винищувач

Далі йшла цифра, яка вказувала порядок прийняття літака на озброєння, яка присвоювалась при запуску програми розробки літака.
Потім йшла буквенна комбінація, яка визначала фірму-розробника. Літаки іноземної розробки замість букви отримували скорочене позначення фірми
- A — Aichi, а також North American Aviation
- B — Boeing
- C — Consolidated Aircraft
- D — Showa Corporation, а також Douglas Aircraft Company
- G — Hitachi
- H — Арсенал флоту Хіро, а також Hawker Siddeley
- He — Heinkel
- J — Nihon Kogata, а також Junkers
- K — Kawanishi
- M — Mitsubishi
- N — Nakajima
- P — Nihon
- S — Sasebo
- Si — Showa Corporation
- V — Sikorsky Aircraft
- W — Watanabe, пізніше Kyushu
- Y — Yokosuka
- Z — Mizuno

Літаки іноземної розробки замість букви виробника мали скорочену назву фірми-розробника. Наприклад, «A7Hel» для літака фірми Heinkel.
Наприкінці цієї комбінації стояв номер моделі літака. незначні модифікації позначались латинською буквою. Якщо в процесі експлуатації змінювалось призначення літака, то через дефіс писалась буква, яка позначала нове призначення. Наприклад, навчальний варіант літака Nakajima B5N отримав позначення B5N2-K, а поплавковий варіант винищувача Mitsubishi A6M — A6M2-N.

### Власні назви
У 1943 році для забезпечення секретності флот став до довгого позначення літака додавати власну назву. При цьому власні назви вибирались за наступним принципом:
- винищувачі називались природними явищами
  - палубні та поплавкові винищувачі отримували назви вітрів (закінчувались на «фу»)
  - винищувачі ППО називались варіаціями на тему блискавок (закінчувались на «ден»)
  - нічні винищувачі закінчувались на «ко» («світло»)
- штурмовикам присвоювались назви гір
- розвідникам присвоювались назви хмар
- бомбардувальникам присвоювались назви зірок (закінчувались на «сей») або сузір'їв (закінчувались на «зан»)
- патрульним літакам присвоювались назви океанів
- навчальним літакам присвоювались назви квіток та рослин
- допоміжним літакам присвоювались назви елементів ландшафту

### Заводські позначення
У 1939 році під час реформування авіаційної служби конструкторські колективи, отримуючи технічні завдання, також отримували проектні позначення, які складались зі скороченої назви фірми (подібно до «короткого позначення») та двозначного коду (10, 20, 30 і т. д.). Але деталі цієї системи були знищені разом зі знищенням документації перед капітуляцією Японії.

## Список літаків
| Коротка назва                         | Розробник                    | Довга назва                                                            | Позначення «Сі»                                                              | Власна назва                    | Кодова назва союзників                          | Примітка                                                                          |
| ------------------------------------- | ---------------------------- | ---------------------------------------------------------------------- | ---------------------------------------------------------------------------- | ------------------------------- | ----------------------------------------------- | --------------------------------------------------------------------------------- |
| Палубні винищувачі                    |                              |                                                                        |                                                                              |                                 |                                                 |                                                                                   |
| 1MF                                   | Mitsubishi                   | Морський палубний винищувач Тип 10                                     |                                                                              |                                 |                                                 |                                                                                   |
| A1N                                   | Nakajima                     | Морський палубний винищувач Тип 3                                      |                                                                              |                                 |                                                 |                                                                                   |
| A2N                                   | Nakajima                     | Морський палубний винищувач Тип 90                                     |                                                                              |                                 |                                                 |                                                                                   |
| A3N                                   | Nakajima                     | Навчальний винищувач Тип 90                                            |                                                                              |                                 |                                                 | Двомісний навчальний варіант літака Nakajima A2N                                  |
| A4N                                   | Nakajima                     | Морський палубний винищувач Тип 95                                     |                                                                              |                                 |                                                 |                                                                                   |
| A5M                                   | Mitsubishi                   | Морський палубний винищувач Тип 96                                     | Палубний винищувач 9-Сі                                                      |                                 | «Клод» (англ. Claude) «И-96» (СРСР)             |                                                                                   |
| A6M                                   | Mitsubishi                   | Морський палубний винищувач Тип 0                                      | Палубний винищувач 12-Сі                                                     | «Рейзен»                        | «Зік» (англ. Zeke) «Зеро» (англ. Zero)          |                                                                                   |
| A6M2-N                                | Nakajima                     | Морський поплавковий винищувач Тип 2                                   | Поплавковий винищувач 15-Сі                                                  |                                 | «Руф» (англ. Rufe)                              | Поплавковий винищувач на базі Mitsubishi A6M                                      |
| A7M                                   | Mitsubishi                   |                                                                        | Палубний винищувач 17-Сі Тип Ко (2)                                          | «Реппу» («Шалений вітер»)       | «Сем» (англ. Sam)                               |                                                                                   |
| A8V                                   | Seversky (Republic Aviation) |                                                                        | Двомісний винищувач Тип S                                                    |                                 | «Дік» (англ. Dick)                              | Закуплено 20 літаків                                                              |
| AXB                                   | Boeing                       |                                                                        | Палубний винищувач Тип B                                                     |                                 |                                                 | Тестувався один літак Boeing P-12                                                 |
| AXG                                   | Canadian Car                 |                                                                        | Палубний винищувач Тип G                                                     |                                 |                                                 | Тестувався один літак Grumman FF                                                  |
| AXD                                   | Dewoitine                    |                                                                        | Палубний винищувач Тип D                                                     |                                 |                                                 | Тестувався один літак Dewoitine D.500                                             |
| AXH                                   | Hawker Aircraft              |                                                                        | Палубний винищувач Тип H                                                     |                                 |                                                 | Тестувався один літак Hawker Nimrod                                               |
| AXHe                                  | Heinkel                      |                                                                        | Винищувач-перехоплювач Тип H                                                 |                                 |                                                 | Тестувались три літаки Heinkel He 100, виробництво скасоване                      |
| AXV                                   | Vought                       |                                                                        | Винищувач-перехоплювач Тип V                                                 |                                 |                                                 | Тестувався один літак Vought V-141                                                |
| Палубні бомбардувальники-торпедоносці |                              |                                                                        |                                                                              |                                 |                                                 |                                                                                   |
| 1MT                                   | Mitsubishi                   | Палубний бомбардувальник-торпедоносець Тип 10                          |                                                                              |                                 |                                                 |                                                                                   |
| B1M                                   | Mitsubishi                   | Палубний штурмовик Тип 13                                              |                                                                              |                                 |                                                 |                                                                                   |
| B2M                                   | Mitsubishi                   | Палубний штурмовик Тип 89                                              |                                                                              |                                 |                                                 |                                                                                   |
| B3Y                                   | Yokosuka                     | Палубний штурмовик Тип 92                                              |                                                                              |                                 |                                                 |                                                                                   |
| B4Y                                   | Yokosuka                     | Палубний штурмовик Тип 96                                              |                                                                              |                                 | «Джин» (англ. Jean)                             |                                                                                   |
| B5M                                   | Mitsubishi                   | Палубний бомбардувальник-торпедоносець Тип 97-2                        | Експериментальний палубний бомбардувальник-торпедоносець 10-Сі               |                                 | «Мейбл» (англ. Mabel) «Кейт 61» (англ. Kate 61) |                                                                                   |
| B5N                                   | Nakajima                     | Палубний бомбардувальник-торпедоносець Тип 97                          |                                                                              |                                 | «Кейт» (англ. Kate)                             |                                                                                   |
| B6N                                   | Nakajima                     | Палубний бомбардувальник-торпедоносець Тип 97                          |                                                                              | «Тензан» («Небесна гора»)       | «Джил» (англ. Jill)                             |                                                                                   |
| B7A                                   | Aichi                        | Палубний бомбардувальник-торпедоносець Тип 97                          |                                                                              | «Рюсей» («Метеор»)              | «Грейс» (англ. Grace)                           |                                                                                   |
| Розвідники                            |                              |                                                                        |                                                                              |                                 |                                                 |                                                                                   |
|                                       | Kawasaki                     | Експериментальний суцільнометалевий літак                              |                                                                              |                                 |                                                 | проєкт                                                                            |
| 2MR                                   | Mitsubishi                   | Палубний розвідник Тип 10                                              |                                                                              |                                 |                                                 |                                                                                   |
| C2N                                   | Nakajima                     | Розвідувальний гідролітак Fokker                                       |                                                                              |                                 |                                                 | Розвідувальний літак на базі Nakajima Ki-6                                        |
| C3N                                   | Nakajima                     | Палубний розвідник Тип 97                                              |                                                                              |                                 |                                                 |                                                                                   |
| C4A                                   | Aichi                        | Морський розвідник наземного базування Тип 13                          |                                                                              |                                 |                                                 | Проект                                                                            |
| C5M                                   | Mitsubishi                   | Морський розвідник Тип 98                                              |                                                                              |                                 |                                                 | Розвідувальний літак на базі Mitsubishi Ki-15                                     |
| C6N                                   | Nakajima                     | Палубний розвідник «Саюн»                                              |                                                                              | «Саюн» («Різнокольорова хмара») | «Мирт» (англ. Myrt)                             |                                                                                   |
| Палубні пікіруючі бомбардувальники    |                              |                                                                        |                                                                              |                                 |                                                 |                                                                                   |
| D1A                                   | Aichi                        | Палубний пікіруючий бомбардувальник Тип 94                             |                                                                              |                                 | «С'юзі» (англ. Susie)                           |                                                                                   |
| D2Y                                   | Yokosuka                     |                                                                        | Експериментальний палубний бомбардувальник 8-Сі                              |                                 |                                                 | Проект, конкурент Aichi D1A                                                       |
| D2N                                   | Nakajima                     |                                                                        | Експериментальний палубний бомбардувальник 8-Сі                              |                                 |                                                 | Проект, конкурент Aichi D1A                                                       |
| D3A                                   | Aichi                        | Палубний бомбардувальник тип 99                                        |                                                                              |                                 | «Вел» (англ. Val)                               |                                                                                   |
| D3N                                   | Nakajima                     |                                                                        | Експериментальний палубний бомбардувальник 11-Сі                             |                                 |                                                 | Проект, конкурент Aichi D3A                                                       |
| D3M                                   | Mitsubishi                   |                                                                        | Експериментальний палубний бомбардувальник 11-Сі                             |                                 |                                                 | Проект, конкурент Aichi D3A                                                       |
| D3Y                                   | Yokosuka                     | Палубний навчальний бомбардувальник Тип 99                             |                                                                              | «Мйоджо» («Венера»)             |                                                 | Навчальний літак на базі Aichi D3A                                                |
| D4Y                                   | Yokosuka                     | Палубний бомбардувальник «Суйсей»                                      |                                                                              | «Суйсей» («Комета»)             | «Джуді» (англ. Judy)                            |                                                                                   |
| DXD                                   | Douglas                      |                                                                        | Штурмовик Тип D                                                              |                                 |                                                 | Тестувався один літак Northrop BT                                                 |
| DXHe                                  | Heinkel                      |                                                                        | Штурмовик Тип He                                                             |                                 |                                                 | Тестувався один літак Heinkel He 118                                              |
| Розвідувадьні гідролітаки             |                              |                                                                        |                                                                              |                                 |                                                 |                                                                                   |
| E1Y                                   | Yokosuka                     | Морський розвідувальний гідролітак Тип 14                              |                                                                              |                                 |                                                 |                                                                                   |
| E2N                                   | Nakajima                     | Морський розвідувальний гідролітак Тип 15                              |                                                                              |                                 |                                                 |                                                                                   |
| E3A                                   | Aichi                        | Морський розвідувальний гідролітак Тип 90-1                            |                                                                              |                                 |                                                 |                                                                                   |
| E4N                                   | Nakajima                     | Морський розвідувальний гідролітак Тип 90-2                            |                                                                              |                                 |                                                 |                                                                                   |
| E5K                                   | Kawanishi                    | Морський розвідувальний гідролітак Тип 90-3                            |                                                                              |                                 |                                                 |                                                                                   |
| E5Y                                   | Yokosuka                     | Морський розвідувальний гідролітак Тип 90-3                            |                                                                              |                                 |                                                 |                                                                                   |
| E6Y                                   | Yokosuka                     | Морський розвідувальний гідролітак Тип 91                              |                                                                              |                                 |                                                 |                                                                                   |
| E7K                                   | Kawanishi                    | Морський розвідувальний гідролітак Тип 94                              | Розвідувальний гідролітак 7-Сі                                               |                                 | «Альф» (англ. Alf)                              |                                                                                   |
| E8N                                   | Nakajima                     | Морський розвідувальний гідролітак Тип 95                              | Розвідувальний гідролітак 8-Сі                                               |                                 | «Дейв» (англ. Dave)                             |                                                                                   |
| E8A                                   | Aichi                        |                                                                        | Експериментальний розвідувальний гідролітак 8-Сі                             |                                 |                                                 | Проект, конкурент Nakajima E8N                                                    |
| E8K                                   | Kawanishi                    |                                                                        | Експериментальний розвідувальний гідролітак 8-Сі                             |                                 |                                                 | Проект, конкурент Nakajima E8N                                                    |
| E9W                                   | Watanabe                     | Малий розвідувальний гідролітак Тип 96                                 | Розвідувальний гідролітак 8-Сі                                               |                                 | «Слім» (англ. Slim)                             |                                                                                   |
| E10A                                  | Aichi                        | Нічний морський розвідувальний гідролітак Тип 96                       | Розвідувальний гідролітак 9-Сі                                               |                                 | «Хенк» (англ. Hank)                             |                                                                                   |
| E10K                                  | Kawanishi                    | Морський транспортний гідролітак Тип 94                                | Розвідувальний гідролітак 9-Сі                                               |                                 |                                                 |                                                                                   |
| E11A                                  | Aichi                        | Нічний морський розвідувальний гідролітак Тип 98                       | Розвідувальний гідролітак 11-Сі                                              |                                 | «Лора» (англ. Laura)                            |                                                                                   |
| E11K                                  | Kawanishi                    | Морський транспортний літак Тип 96                                     | Розвідувальний гідролітак 11-Сі                                              |                                 |                                                 | Конкурент Aichi E11A Три збудовані літаки використовувались як транспортні        |
| E12A                                  | Aichi                        |                                                                        | Розвідувальний двомісний гідролітак 12-Сі                                    |                                 |                                                 |                                                                                   |
| E12N                                  | Nakajima                     |                                                                        | Розвідувальний двомісний гідролітак 12-Сі                                    |                                 |                                                 |                                                                                   |
| E13A                                  | Aichi                        | Розвідувальний гідролітак Тип 0                                        | Розвідувальний гідролітак 12-Сі                                              |                                 | «Джейк» (англ. Jake)                            |                                                                                   |
| E13K                                  | Kawanishi                    |                                                                        | Розвідувальний гідролітак 12-Сі                                              |                                 |                                                 | Проект, конкурент Aichi E13A                                                      |
| E14Y                                  | Yokosuka                     | Малий розвідувальний гідролітак Тип 0                                  | Розвідувальний гідролітак 12-Сі                                              |                                 | «Глен» (англ. Glen)                             |                                                                                   |
| E15K                                  | Kawanishi                    | Швидкісний розвідувальний гідролітак Тип 2 «Сіюн»                      | Розвідувальний гідролітак 14-Сі                                              | «Сіюн» («Фіолетова хмара»)      | «Норм» (англ. Norm)                             |                                                                                   |
| E16A                                  | Aichi                        | Розвідувальний гідролітак «Цуюн»                                       | Розвідувальний гідролітак 16-Сі                                              | «Цуюн» («Сприятлива хмара»)     | «Пол» (англ. Paul)                              |                                                                                   |
| Розвідувальні гідролітаки             |                              |                                                                        |                                                                              |                                 |                                                 |                                                                                   |
| F1A                                   | Aichi                        |                                                                        | Розвідувальний гідролітак 10-Сі                                              |                                 |                                                 | Проект, конкурент Mitsubishi F1M                                                  |
| F1M                                   | Mitsubishi                   | Розвідувальний гідролітак морський Тип 0                               | Розвідувальний гідролітак 10-Сі                                              |                                 | «Піт» (англ. Pete)                              |                                                                                   |
| Бомбардувальники наземного базування  |                              |                                                                        |                                                                              |                                 |                                                 |                                                                                   |
| G1M                                   | Mitsubishi                   |                                                                        | Експериментальний спеціальний розвідник 8-Сі Середній базовий штурмовик 8-Сі |                                 |                                                 |                                                                                   |
| G2H                                   | Hiro                         | Морський двомоторний бомбардувальник наземного базування Тип 95        | Спеціальний штурмовик 7-Сі                                                   |                                 |                                                 |                                                                                   |
| G3M                                   | Mitsubishi                   | Морський бомбардувальник наземного базування Тип 96                    | Бомбардувальник 9-Сі                                                         |                                 | «Нел» (англ. Nell) «СБ-96» (СРСР)               |                                                                                   |
| G4M                                   | Mitsubishi                   | Морський бомбардувальник наземного базування Тип 1                     | Бомбардувальник 12-Сі                                                        |                                 | «Бетті» (англ. Betty)                           |                                                                                   |
| G5N                                   | Nakajima                     |                                                                        | Експериментальний бомбардувальник 13-Сі                                      | «Сінзан» («Гірська долина»)     | «Ліз» (англ. Liz)                               |                                                                                   |
| G6M                                   | Mitsubishi                   | Ескортний винищувач Тип 1                                              |                                                                              |                                 | «Бетті» (англ. Betty)                           | Ескортний винищувач на базі Mitsubishi G4M                                        |
| G7M                                   | Mitsubishi                   |                                                                        | Бомбардувальник «Тайзан» 16-Сі                                               | «Тайзан» («Велика гора»)        |                                                 | Проект дальнього бомбардувальника                                                 |
| G8N                                   | Nakajima                     |                                                                        | Бомбардувальник «Рензан» 18-Сі                                               | «Рензан» («Гірська гряда»)      | «Ріта» (англ. Rita)                             |                                                                                   |
| G9K                                   | Kawanishi                    |                                                                        | Бомбардувальник 17-Сі                                                        |                                 |                                                 | Проект бомбардувальника наземного базування на базі літаючого човна Kawanishi H8K |
| G10N                                  | Nakajima                     | Морський експериментальний важкий бомбардувальник                      |                                                                              | «Фугаку» («Гора Фудзі»)         |                                                 | Проект                                                                            |
| Літаючі човни                         |                              |                                                                        |                                                                              |                                 |                                                 |                                                                                   |
| KB                                    | ТГДВА/Yokosuka               | Експериментальний літаючий човен Кайбо Ґікай                           |                                                                              |                                 |                                                 | Проект                                                                            |
| KDN-1                                 | Kawasaki                     | Літаючий човен Ґіюу 3                                                  |                                                                              |                                 |                                                 | Проект                                                                            |
| H1H                                   | Hiro                         | Літаючий човен морський Тип 15                                         |                                                                              |                                 |                                                 |                                                                                   |
| H2H                                   | Hiro                         | Літаючий човен морський Тип 89                                         |                                                                              |                                 |                                                 |                                                                                   |
| H3K                                   | Kawanishi                    | Літаючий човен морський Тип 90-2                                       |                                                                              |                                 |                                                 |                                                                                   |
| H4H                                   | Hiro                         | Літаючий човен морський Тип 91                                         |                                                                              |                                 |                                                 |                                                                                   |
| H5Y                                   | Yokosuka                     | Літаючий човен морський Тип 99                                         | Літаючий човен 9-Сі                                                          |                                 | «Черрі» (англ. Cherry)                          |                                                                                   |
| H6K                                   | Kawanishi                    | Літаючий човен морський Тип 97                                         | Літаючий човен 9-Сі                                                          |                                 | «Мейвіс» (англ. Mavis)                          |                                                                                   |
| H7Y                                   | Yokosuka                     |                                                                        | Експериментальний літаючий човен 12-Сі                                       |                                 | «Тіллі» (англ. Tillie)                          | Проект                                                                            |
| H8K                                   | Kawanishi                    | Літаючий чвоен Тип 2                                                   | Літаючий човен 13-Сі                                                         |                                 | «Емілі» (англ. Emily)                           |                                                                                   |
| H9A                                   | Aichi                        | Навчальний літаючий човен Тип 2                                        | Літаючий човен 13-Сі                                                         |                                 | «Емілі» (англ. Emily)                           |                                                                                   |
| HXC                                   | Consolidated                 |                                                                        | Літаючий човен Тип C                                                         |                                 |                                                 | Тестувався один літак Consolidated P2Y                                            |
| HXD                                   | Douglas                      |                                                                        | Літаючий човен Тип D                                                         |                                 |                                                 | Тестувались два літаки Douglas DF                                                 |
| HXP                                   | Potez                        |                                                                        | Літаючий човен Тип P                                                         |                                 |                                                 | Був закуплений один літак Potez 452 для випробувань                               |
| Винищувачі наземного базування        |                              |                                                                        |                                                                              |                                 |                                                 |                                                                                   |
| J1N                                   | Nakajima                     | Морський розвідник Тип 2 Нічний винищувач                              | Тримісний винищувач 13-Сі                                                    | «Гекко» («Місячне сяйво»)       | «Ірвінг» (англ. Irving)                         |                                                                                   |
| J2M                                   | Mitsubishi                   | Винищувач-перехоплювач флоту «Райден»                                  | Винищувач-перехоплювач 14-Сі                                                 | «Райден» («Грім»)               | «Джек» (англ. Jack)                             |                                                                                   |
| J3K                                   | Kawanishi                    |                                                                        | Експериментальний морський винищувач-перехоплювач Тип 17-Сі «B»              |                                 |                                                 | Проект                                                                            |
| J4M                                   | Mitsubishi                   |                                                                        | Експериментальний морський винищувач-перехоплювач «Сенден» Тип 17-Сі «B»     | «Сенден» («Сяюча блискавка»)    |                                                 | Проект                                                                            |
| J5N                                   | Mitsubishi                   |                                                                        | Експериментальний морський винищувач-перехоплювач «Тенрай» Тип 18-Сі         | «Тенрай» («Небесний грім»)      |                                                 | Проект                                                                            |
| J6K                                   | Kawanishi                    |                                                                        | Експериментальний морський винищувач-перехоплювач «Зінпу» Тип 18-Сі «B»      | «Зінпу» («Шквал»)               |                                                 | Проект                                                                            |
| J7W                                   | Kyushu                       |                                                                        | Експериментальний морський винищувач-перехоплювач «Сінден» Тип 18-Сі «B»     | «Сінден» («Яскрава блискавка»)  |                                                 | Проект                                                                            |
| J8M                                   | Mitsubishi                   |                                                                        | Експериментальний морський винищувач-перехоплювач «Сінден» Тип 19-Сі         | «Сюсуй» («Осіння вода»)         |                                                 | Проект                                                                            |
| J9Y                                   | Nakajima                     |                                                                        |                                                                              | «Кікка» («Квітка апельсина»)    |                                                 | Проект реактивного літака                                                         |
| Навчальні літаки                      |                              |                                                                        |                                                                              |                                 |                                                 |                                                                                   |
| K1Y                                   | Yokosuka                     | Навчальний гідролітак Тип 13                                           |                                                                              |                                 |                                                 |                                                                                   |
| K2Y                                   | Yokosuka                     | Морський літак початкової підготовки Тип 3                             |                                                                              |                                 |                                                 |                                                                                   |
| K3M                                   | Mitsubishi                   | Навчальний морський літак Тип 90                                       |                                                                              |                                 | «Пайн» (англ. Pine)                             |                                                                                   |
| K4Y                                   | Yokosuka                     | Навчально-тренувальний гідролітак Тип 90                               |                                                                              |                                 |                                                 |                                                                                   |
| K5Y                                   | Yokosuka                     | Перехідний морський навчальний літак Тип 93                            |                                                                              |                                 | «Вілоу» (англ. Willow)                          |                                                                                   |
| K6K                                   | Kawanishi                    | Навчальний морський експериментальний гідролітак підвищеної підготовки | Гідролітак підвищеної підготовки 11-Сі                                       |                                 |                                                 |                                                                                   |
| K6M                                   | Mitsubishi                   |                                                                        | Гідролітак підвищеної підготовки 11-Сі                                       |                                 |                                                 | Проект                                                                            |
| K6W                                   | Watanabe                     |                                                                        | Гідролітак підвищеної підготовки 11-Сі                                       |                                 |                                                 | Проект                                                                            |
| K7M                                   | Mitsubishi                   | Морський навчальний літак початкової підготовки Тип 0                  | Навчальний літак 11-Сі                                                       |                                 |                                                 |                                                                                   |
| K8K                                   | Kawanishi                    | Морський навчальний літак початкової підготовки Тип 0                  | Літак початкової підготовки 12-Сі                                            |                                 |                                                 |                                                                                   |
| K8Ni                                  | Nihon                        |                                                                        | Літак початкової підготовки 12-Сі                                            |                                 |                                                 | Проект                                                                            |
| K8W                                   | Watanabe                     |                                                                        | Літак початкової підготовки 12-Сі                                            |                                 |                                                 | Проект                                                                            |
| K9W                                   | Kyushu                       | Літак початкової підготовки морський Тип 2                             | Навчальний літак 14-Сі                                                       |                                 | «Сайпрес» (англ. Cypress)                       | Розроблений на базі Bücker Bü 131                                                 |
| K10W                                  | Kyushu                       | Перехідний навчальний літак флоту Тип 3                                | Перехідний навчальний літак 14-Сі                                            |                                 | «Оук» (англ. Oak)                               |                                                                                   |
| K10W                                  | Kyushu                       | Літак бойової підготовки флоту «Сірагіку»                              | Навчальний літак 15-Сі                                                       | «Сірагіку» («Біла хризантема»)  |                                                 |                                                                                   |
| KXA                                   | North American               |                                                                        | Перехідний навчальний літак Тип A                                            |                                 |                                                 | Тестувались два літаки North American NA-16                                       |
| KXBu                                  | Bücker                       |                                                                        | Літак початкової підготовки Тип Bu                                           |                                 |                                                 | Bücker Bü 131                                                                     |
| KXC                                   | Caudron                      |                                                                        | Навчальний літак Тип C                                                       |                                 |                                                 | Тестувався один літак Caudron Aiglon                                              |
| KXHe                                  | Heinkel                      |                                                                        | Навчальний літак Тип He                                                      |                                 |                                                 | Тестувався один літак Heinkel He 72                                               |
| KXJ                                   | Junkers                      |                                                                        | Навчальний літак Тип J                                                       |                                 |                                                 | Тестувався один літак Junkers A50                                                 |
| KXJ                                   | Lockheed                     |                                                                        | Навчальний літак Тип L                                                       |                                 |                                                 | Тестувався один літак Lockheed 10 Electra                                         |
| Транспортні літаки                    |                              |                                                                        |                                                                              |                                 |                                                 |                                                                                   |
| L1N                                   | Nakajima                     | Транспортний літак флоту Тип 97                                        |                                                                              |                                 | «Тора» (англ. Thora)                            | Розроблений на базі армійського транспортного літака Nakajima Ki-34               |
| L2D                                   | Douglas / Showa              | Транспортний літак флоту Тип 0                                         |                                                                              |                                 | «Теббі» (англ. Tabby)                           | Ліцензійний варіант літака Douglas DC-3                                           |
| L3Y                                   | Yokosuka                     | Двомоторний базовий транспортний літак флоту Тип 96                    |                                                                              |                                 | «Тіна» (англ. Tina)                             | Розроблений на базі бомбардувальника Mitsubishi G3M                               |
| L4M                                   | Mitsubishi                   | Морський транспортний літак Тип 0                                      |                                                                              |                                 | «Топсі» (англ. Topsy)                           | Розроблений на базі армійського транспортного Mitsubishi Ki-57                    |
| L7P                                   | Nihon                        |                                                                        | Експериментальний малий транспортний гідролітак 13-Сі                        |                                 |                                                 | Проект                                                                            |
| LXC                                   | Curtiss-Wright               |                                                                        | Транспортний літак-амфібія Тип C                                             |                                 |                                                 | Тестувався один літак Curtiss-Wright CA-1                                         |
| LXD                                   | Douglas                      |                                                                        | Транспортний літак Тип D                                                     |                                 |                                                 | Тестувався один літак Douglas DC-4E                                               |
| LXF                                   | Fairchild                    |                                                                        | Транспортний літак-амфібія Тип F                                             |                                 |                                                 | Тестувався один літак Fairchild                                                   |
| LXG                                   | Grumman                      |                                                                        | Літаючий човен Grumman                                                       |                                 |                                                 | Тестувався один літак Grumman G-21 Goose                                          |
| LXHe                                  | Heinkel                      |                                                                        | Транспортний літак Тип He                                                    |                                 |                                                 | Тестувався один літак Heinkel He 70                                               |
| LXK                                   | Kinner                       |                                                                        | Транспортний літак Тип K                                                     |                                 |                                                 | Тестувався один літак Kinner Envoy                                                |
| LXK                                   | Airspeed                     |                                                                        | Транспортний літак Тип M                                                     |                                 |                                                 | Тестувався один літак Airspeed Envoy                                              |
| Літаки спеціального призначення       |                              |                                                                        |                                                                              |                                 |                                                 |                                                                                   |
| M6A                                   | Aichi                        | Спеціальний бомбардувальник «Сейран»                                   |                                                                              | «Сейран» («Гірський туман»)     |                                                 | Катапультний поплавковий бомбардувальник-торпедоносець для підводних човнів       |
| MXJ1                                  | Nihon Kogata                 | Планер початкової підготовки «Вакакуса»                                |                                                                              | «Вакакуса» («Молода трава»)     |                                                 |                                                                                   |
| MXY1                                  | Yokosuka                     | Експериментальний літак MXY1                                           |                                                                              |                                 |                                                 |                                                                                   |
| MXY2                                  | Yokosuka                     | Експериментальний літак MXY2                                           |                                                                              |                                 |                                                 |                                                                                   |
| MXY3                                  | Yokosuka                     | Експериментальний планер-мішень                                        |                                                                              |                                 |                                                 |                                                                                   |
| MXY4                                  | Yokosuka                     | Експериментальний літак-мішень                                         |                                                                              |                                 |                                                 |                                                                                   |
| MXY5                                  | Yokosuka                     | Експериментальний транспортний планер                                  |                                                                              |                                 |                                                 |                                                                                   |
| MXY6                                  | Yokosuka                     |                                                                        |                                                                              |                                 |                                                 | Експериментальний планер                                                          |
| MXY7                                  | Yokosuka                     |                                                                        |                                                                              | «Ока» («Квітка сакури»)         |                                                 | Літак для атак камікадзе                                                          |
| MXY8                                  | Yokosuka                     | Навчальний планер «Акігаса»                                            |                                                                              | «Акігаса» («Осіння трава»)      |                                                 | Проект                                                                            |
| MXY9                                  | Yokosuka                     | Навчальний планер «Сюка»                                               |                                                                              | «Сюка» («Осінній вогонь»)       |                                                 | Проект                                                                            |
| MXY10                                 | Yokosuka                     | Наземний макет бомбардувальника Гінга                                  |                                                                              |                                 |                                                 | Макет-фальшива ціль літака Yokosuka P1Y                                           |
| MXY11                                 | Yokosuka                     | Наземний макет бомбардувальника Тип 1                                  |                                                                              |                                 |                                                 | Макет-фальшива ціль літака Mitsubishi G4M                                         |
| MXZ1                                  | Mizuno                       |                                                                        | Експериментальний літак 17-Сі                                                |                                 |                                                 |                                                                                   |
| Поплавкові винищувачі                 |                              |                                                                        |                                                                              |                                 |                                                 |                                                                                   |
| N1K                                   | Kawanishi                    | Морський винищувач-гідроплан «Кефу»                                    | Винищувач-гідроплан 15-Сі                                                    | «Кефу» («Сильний вітер»)        | «Рекс» (англ. Rex)                              |                                                                                   |
| N1K-J                                 | Kawanishi                    | Морський винищувач-перехоплювач «Сіден»                                | Бомбардувальник берегового базування 15-Сі                                   | «Сіден» («Фіолетова блискавка») | «Джордж» (англ. George)                         | Розроблений на базі Kawanishi N1K                                                 |
| Бомбардувальники                      |                              |                                                                        |                                                                              |                                 |                                                 |                                                                                   |
| P1Y                                   | Yokosuka                     | Базовий бомбардувальник флоту «Гінга»                                  | Бомбардувальник берегового базування 15-Сі                                   | «Гінга» («Чумацький шлях»)      | «Френсіс» (англ. Frances)                       |                                                                                   |
| Патрульні літаки                      |                              |                                                                        |                                                                              |                                 |                                                 |                                                                                   |
| Q1W                                   | Kyushu                       | Патрульний літак «Токай»                                               | Патрульний літак 17-Сі                                                       | «Токай» («Східне море»)         | «Лорна» (англ. Lorna)                           |                                                                                   |
| Q2M                                   | Mitsubishi                   | Патрульний літак «Тайо»                                                | Патрульний літак «Тайо» 19-Сі                                                | «Тайо» («Океан»)                |                                                 | Проект                                                                            |
| Q3W                                   | Kyushu                       | Патрульний літак «Нанкай»                                              |                                                                              | «Нанкай» («Південне море»)      |                                                 | Проект на базі Kyushu K11W                                                        |
| Розвідники наземного базування        |                              |                                                                        |                                                                              |                                 |                                                 |                                                                                   |
| R1Y                                   | Yokosuka                     |                                                                        | Розвідувальний літак 17-Сі                                                   | «Сеюн» («Блакитна хмара»)       |                                                 | Проект                                                                            |
| R2Y                                   | Yokosuka                     |                                                                        | Розвідувальний літак 18-Сі                                                   | «Кеюн» («Периста хмара»)        |                                                 | Проект                                                                            |
| Нічні винищувачі                      |                              |                                                                        |                                                                              |                                 |                                                 |                                                                                   |
| S1A                                   | Aichi                        | Морський експериментальний нічний винищувач «Денко»                    | Нічний винищувач 18-Сі Тип С                                                 | «Денко» («Блискавка»)           |                                                 | Проект                                                                            |